# Tranche-tomates
Un tranche-tomates, ou coupe-tomates, est un ustensile de cuisine servant à découper les tomates en tranches d'épaisseur prédéterminée.
Les modèles les plus simples et les plus courants sont constitués d'une plaque portant une série de lamelles finement dentelées généralement en inox, régulièrement espacées, insérées dans un cadre en métal ou en matière plastique. Sur cette plaque, tenue d'une main, on fait coulisser la tomate de l'autre main, en la maintenant appuyée, en fin de course, par l'intermédiaire d'une poignée munie de picots qui préserve les doigts des risques de coupure.
Des modèles plus perfectionnés permettent de traiter rapidement de plus grandes quantités de tomates, jusqu'à 20 tomates à la minute, et de découper ces dernières en tranches ou en quartiers. Des modèles professionnels permettent des débits supérieurs à 5 000 tomates à l'heure.   